# Dolichopeza cinerea
Dolichopeza cinerea är en tvåvingeart som först beskrevs av Pierre Justin Marie Macquart 1846.
Dolichopeza cinerea ingår i släktet Dolichopeza och familjen storharkrankar. Inga underarter finns listade i Catalogue of Life.